# فرودگاه لا تاباتیر
فرودگاه لا تاباتیر  (به انگلیسی: La Tabatière Airport) یک فرودگاه همگانی با کد یاتا ZLT است که یک باند فرود شن دارد و طول باند آن ۵۰۰ متر است. این فرودگاه در کشور کانادا قرار دارد و در ارتفاع ۳۱ متری از سطح دریا واقع شده است.

## شرکت‌های هواپیمایی و مقصدهای پروازی
| شرکت‌های هواپیمایی | مقصدهای پروازی                                                                   |
| ----------------- | -------------------------------------------------------------------------------- |
| ایر لابرادور      | لوردز د بلانک سابلون، چوری، کگاسکا، لا رومن، نتشکوئن، سنت اوگوستین، تته-آ-لا-بلن |